# Danny Taylor
Daniel Taylor, född 28 april 1986, är en kanadensisk-belarusisk professionell ishockeymålvakt som spelar för HK Dinamo Minsk i KHL. Han spelade säsongen 2013-14 för Färjestad BK.  Landslagsmålvakt Belarus VM 2021.